# Rainbach im Mühlkreis
Rainbach im Mühlkreis – gmina targowa w Austrii, w kraju związkowym Górna Austria, w powiecie Freistadt. Liczy ok. 2,9 tys. mieszkańców.